# Test pilota Pirxa
Test pilota Pirxa (en polonès Interrogatori al pilot Pirx, en rus Дознание пилота Пиркса Doznaniye pilota Pirksa,  en estonià Navigaator Pirx) és una pel·lícula de coproducció polonesa-soviètica del 1979 dirigida per Marek Piestrak. Es basa en el conte curt "La investigació" de Stanisław Lem de la seva col·lecció de contes de 1968 Opowieści o pilocie Pirxie (Contes de Pirx el pilot). Va ser adaptat al cinema per Vladimir Valutski. És una producció conjunta de Zespoly Filmowe i Tallinnfilm. Alguns dels rodatges basats en estudis es van fer als Estudis Dovjenko.

## Argument
El pilot de la nau espacial Pirx és contractat per a una missió de prova de sondes que es col·locaran a la Divisió Cassini, un buit entre els anells de Saturn, mentre que el real  objectiu secret era avaluar alguns "no lineals" (androides amb característiques "no lineal") per utilitzar-los com a membres de la tripulació en futurs vols espacials. La missió es troba amb un desastre proper i la tripulació humana gairebé mor.
En tornar a la Terra hi ha una enquesta per determinar si Pirx va ser responsable de l'accident. Pirx relata els esdeveniments i al final s'estableix que un dels robots va provocar el mal funcionament d'una sonda i va intentar passar per la divisió per llançar la sonda manualment, un intent que mataria els tripulants humans i demostraria la superioritat de no lineals sobre els humans.

## Repartiment
- Sergei Desnitsky com a Comandant Pirx
- Aleksandr Kaidanovsky com a Tom Nowak, neuròleg i cibernètic
- Vladimir Ivashov com a Harry Brown, segon pilot
- Tõnu Saar com a Kurt Weber, enginyer nucleònic
- Igor Przegrodzki com a McGuirr
- Boleslaw Abart com a Jan Otis, electrònica
- Janusz Bylczynski com a jutge principal
- Mieczysław Janowski com a Mitchell
- Jerzy Kaliszewski com a Dr. Kristoff
- Zbigniew Lesien com a John Calder, 1r Pilot
- Ferdynand Matysik com a Verd, el director de la UNESCO

## Discussió
En aquest conte, Lem planteja la idea que allò que es percep com una debilitat humana és de fet un avantatge sobre una màquina perfecta. Pirx derrota el robot perquè un humà pot dubtar, prendre decisions equivocades, tenir dubtes, però un robot no.
El crític de cinema polonès Krzysztof Loska pensa que l'adaptació cinematogràfica va canviar indegudament l'enfocament original de Lem en la definició de la humanitat al trope de la rebel·lió dels robots.
Jerzy Jarzębski cita el pilot robot entre els exemples de robots de Lem que van ser destruïts per una infusió d'humanitat en ells (vegeu "Stanisław Lem i els robots" per a més informació sobre aquest tema): el pilot robot, en cas contrari una màquina perfecta, adquireix un orgull i una vanitat realment humans i intenta prendre una decisió "òptima" per mostrar la seva superioritat sobre els humans.

## Recepció
Test pilota Pirxa va ser guardonat amb el Gran Premi "Golden Asteroid" al Festival Internacional de Cinema de Trieste 1979.